# جون بروستر (ممثلة)
جون بروستر (بالإنجليزية: June Brewster)‏ هي ممثلة أمريكية، ولدت في 8 أغسطس 1913 في نيويورك في الولايات المتحدة، وتوفيت في 2 نوفمبر 1995 في وادي لاس فيغاس في الولايات المتحدة.

## وصلات خارجية
- جون بروستر (ممثلة) على موقع IMDb (الإنجليزية)
- جون بروستر (ممثلة) على موقع قاعدة بيانات برودواي على الإنترنت (الإنجليزية)
- جون بروستر (ممثلة) على موقع قاعدة بيانات الفيلم (الإنجليزية)